# Gouvernement de la Nouvelle-Calédonie
Le Gouvernement de la Nouvelle-Calédonie est l'organe exécutif de la collectivité sui generis française de Nouvelle-Calédonie.
Sa composition, son mode de fonctionnement et ses attributions sont définis par le chapitre III du Titre III de la loi organique relative à la Nouvelle-Calédonie du 19 mars 1999, née de l'accord de Nouméa de 1998. Étant donné que sa composition reflète celle du Congrès et que son mode de fonctionnement incite au dépassement des antagonismes partisans, il est parfois appelé « gouvernement collégial ». Ses membres élisent en leur sein, au début de chaque mandat, un président et un vice-président, le premier étant traditionnellement issu des rangs des partis opposés à l'indépendance quand le second au contraire provient généralement des formations indépendantistes.
Précédemment, le pouvoir exécutif était exercé principalement par le Haut-commissaire de la République en Nouvelle-Calédonie, délégué du gouvernement, représentant de l'État dans le territoire, ceci malgré l'existence par le passé, de 1956 à 1989, de « conseils de gouvernement » (de 1956 à 1984), d'un « gouvernement du territoire » (de 1984 à 1985) puis de « conseils exécutifs » (de 1984 à 1989). Depuis l'accord de Nouméa, le Haut-commissaire est cantonné dans ses fonctions de représentation de l'État français et d'exercice des compétences de celui-ci (notamment en matière de sécurité civile générale, à l'instar d'un préfet départemental ou régional).
L'actuel gouvernement, élu le 7 janvier 2025, est entré officiellement en fonction le 16 janvier 2025 à 0h,, soit une semaine après avoir élu un président, Alcide Ponga, le 8 janvier 2025, la vice-présidence et les secteurs d'animation et de contrôle n'ayant pas encore été réparti. Entretemps, le précédent gouvernement, lui-même élu le 17 février 2021 après la démission du 16e gouvernement le 2 février 2021 mais pleinement efficient uniquement à partir du 16 juillet 2021 jusqu'à la démission collective de ses membres issus de Calédonie ensemble le 24 décembre 2024, présidé par Louis Mapou (premier indépendantiste à ce poste) et vice-présidé par Isabelle Champmoreau, assure la gestion des affaires courantes.
L'Hôtel du gouvernement de la Nouvelle-Calédonie (service de la présidence et des différents secteurs animés et contrôlés par les membres du gouvernement) est situé dans l'immeuble dit « Le Lys rouge » à l'angle des rues Gallieni et Anatole-France du centre-ville de Nouméa, entre le quai Jules-Ferry du port et l'Hôtel de ville.

## Élection et composition

### Élection
Le Gouvernement de la Nouvelle-Calédonie est élu par le Congrès de la Nouvelle-Calédonie, l'assemblée délibérante locale, à bulletin secret au début de chaque mandature (qui dure 5 ans) ou dès qu'un gouvernement démissionnaire doit être remplacé.
Le Congrès de la Nouvelle-Calédonie définit tout d'abord par une délibération le nombre de membres que comprendra le gouvernement, nombre compris entre 5 et 11. Ensuite, il procède à l'élection de ces membres, dans les 21 jours qui suivent la première séance du mandat en cours de l'assemblée ou dans les 15 jours après la démission du gouvernement, et doit réunir pour l'occasion un quorum de 3/5 de ses membres. Les membres du gouvernement sont alors élus à la proportionnelle, selon la règle de la plus forte moyenne sans adjonction ni suppression, chaque groupe politique constitué au Congrès pouvant présenter une liste comprenant autant de personnes que le nombre de membres que doit comporter le gouvernement, plus trois.
Au plus tard 5 jours après leur élection, les membres du gouvernement se réunissent pour désigner parmi eux un président et un vice-président.

### Démission
Le gouvernement est démissionnaire lorsque :
- le Congrès a été renouvelé entièrement à la suite d'élections provinciales : ce fut le cas après les élections provinciales de 2004 (le gouvernement Frogier II élu lors de la précédente mandature démissionnant alors pour être remplacé par le gouvernement Thémereau I) puis celles de 2009 (le gouvernement Martin II transmet ses pouvoirs au gouvernement Gomès), de 2014 (le gouvernement Martin VI laisse la place au gouvernement Ligeard) et de 2019 (le gouvernement Germain II prend fin et le gouvernement Santa est élu).
- le président du gouvernement démissionne, décède ou est empêché de remplir ses fonctions (notamment par une condamnation à l'inéligibilité et à la privation des droits civiques) : ce fut le cas le 19 mars 2001, le président du gouvernement Jean Lèques ayant démissionné pour pouvoir continuer à exercer son mandat de maire de Nouméa et ainsi ne pas être touché par le cumul des mandats, entraînant la démission de son gouvernement qui est alors remplacé par le Gouvernement Frogier I. Ce fut également le cas le 23 juillet 2007, lorsque la présidente Marie-Noëlle Thémereau démissionne à la suite de l'échec des candidats de son parti aux élections législatives de 2007, son gouvernement étant remplacé le 6 août par le gouvernement Martin I.
- un membre démissionnaire, décédé ou empêché ne peut être remplacé par aucun de ses suivants de liste, soit parce que tous les remplaçants de la liste ont été épuisés, soit parce que ceux-ci démissionnent tous en bloc. Ce fut le cas à onze reprises, les deuxièmes, troisièmes, cinquièmes, sixièmes et septièmes fois immédiatement après l'élection du gouvernement. La première fois, le gouvernement Frogier I tombe de fait le 13 novembre 2002 avec la démission des membres de la liste du groupe UC présentée lors de sa formation en 2001, afin de protester contre ce qu'elle appelle un « non-fonctionnement de la collégialité », mettant en cause le président Pierre Frogier. Ensuite, le gouvernement Thémereau I chute quelques heures après son entrée en fonction le 10 juin 2004, les membres de la liste Rassemblement-UMP-FCCI ayant démissionné collectivement, n'ayant pas obtenu le plein de leurs voix au Congrès, une de leurs élus ayant commis une erreur lors du scrutin et son bulletin ayant donc été comptabilisé nul. Un tel cas s'est reproduit dans des conditions quasiment similaires le 6 août 2007 pour le gouvernement Martin I, c'est alors les membres de la liste FLNKS qui décident de démissionner en groupe pour protester contre la comptabilisation comme nul du bulletin de l'un de ses élus au Congrès, ce bulletin s'étant alors collé avec un autre. La quatrième fois que la démission en bloc a été utilisée fut pour le gouvernement Gomès le 17 février 2011, à l'initiative de la liste présentée en 2009 par le groupe FLNKS (dominé par l'UC) pour protester contre le président de l'exécutif Philippe Gomès et son parti Calédonie ensemble à la suite d'un différend politique sur la question des deux drapeaux. Après l'élection de l'exécutif suivant le 3 mars 2011, les membres de la liste présentée par le groupe Calédonie ensemble, à l'exception de Philippe Gomès, démissionnent immédiatement pour faire chuter à son tour ce gouvernement et pousser à terme l'État à dissoudre le Congrès et les Assemblées de provinces et organiser des élections provinciales anticipées. Le même scénario a lieu deux semaines plus tard, le quatrième gouvernement Martin, élu le 17 mars 2011, démissionnant de plein droit le même jour à la suite du départ cette fois de Philippe Gomès et de l'ensemble de ses suivants de liste (les deux autres membres Calédonie ensemble, Philippe Dunoyer et Hélène Iekawé, restent pour leur part en place), et encore une fois le 1er avril 2011 avec le cinquième gouvernement Martin (cette fois seuls Philippe Gomès et Philippe Dunoyer n'ont pas démissionné au sein de la liste Calédonie ensemble). À la suite de cette situation, une réforme de la loi organique est votée par le Parlement national pour limiter la possibilité de recourir à cette démission collective qu'une fois tous les dix-huit mois. Cette configuration se retrouve toutefois à quatre reprises par la suite. Le 16 décembre 2014, les membres de la liste Calédonie ensemble démissionnent collectivement du Gouvernement Ligeard, pour acter la fin de la coalition qui unissait jusque là toutes les formations non-indépendantistes. Après les élections législatives de juin 2017, l'un des membres du Gouvernement Germain I, Philippe Dunoyer, est élu député et ne peut plus exercer de fonctions au sein du gouvernement en raison de la loi sur les cumuls des mandats. Son dernier suivant de liste disponible, Philippe Gomès, ayant lui-même été réélu député, il ne peut être remplacé et l'exécutif ne peut qu'être démissionnaire de plein droit. Ceci est officiellement fait le 19 août 2017. C'est donc la première fois que cette disposition de la loi organique est utilisée sans volonté collective de faire chuter le gouvernement[3]. Le 2 février 2021, la démission des cinq membres indépendantistes (présentés par les groupes UC-FLNKS et Nationalistes d'une part et UNI d'autre part) et de leurs suivants de liste provoque la chute du gouvernement Santa[4], qui dénoncent « l’impasse et l’immobilisme » de l’archipel et plus particulièrement le processus de vente de l’usine de nickel du Sud à Goro, exploitée par le groupe brésilien VALE. Enfin, le 24 décembre 2024, la démission de Jérémie Katidjo-Monnier, unique membre du groupe Calédonie ensemble et de ses suivants de liste provoque la chute du gouvernement Mapou[5]. Pour Calédonie ensemble, cette démission est justifiée par « une indépendance gouvernementale autoproclamée », le fossé politique entre le gouvernement et le Congrès s’étant largement creusé, en plein contexte de crise économique et sociale déclenchée par les émeutes de mai 2024 et alors que les deux institutions défendent chacune leur propre programme de reconstruction.
- le Congrès a adopté une motion de censure à l'encontre du gouvernement. Une seule motion de censure a été déposée depuis 1999, le 18 décembre 2012 par le groupe Calédonie ensemble contre le Gouvernement Martin VI, elle est rejetée le 21 décembre 2012 en n'obtenant que 18 voix sur 54 (les 11 du groupe Calédonie ensemble, les 6 du groupe UNI ainsi que le vote de Pascal Naouna du groupe FLNKS).
- le Gouvernement décide à la majorité de ses membres de démissionner. Cela n'a, à ce jour, jamais eu lieu.

La démission d'un gouvernement est présentée par le président de celui-ci au président du Congrès, qui en donne acte et en informe le Haut-commissaire de la République Entre la démission effective et l'élection du nouvel exécutif, le gouvernement démissionnaire assure la gestion des affaires courantes.
La démission, le décès ou l'empêchement d'exercer ses fonctions de tout membre du gouvernement n'entraîne pas la chute de celui-ci (sauf s'il s'agit du président). Dans ce cas, ce membre est remplacé par son suivant de liste.

### Limitation du cumul de mandats
La fonction de membre du gouvernement est incompatible avec celles de :
- membre du Congrès ou d'une Assemblée de Province. Un élu de l'une de ces assemblées qui entre au gouvernement la quitte donc, y étant remplacé par son suivant de liste présentée aux précédentes provinciales. Dès qu'il quitte le gouvernement, sauf s'il est frappé d'inéligibilité et de privation de ses droits civiques, il retrouve immédiatement son siège d'origine.
- membre du Sénat coutumier.
- membre du Conseil économique, social et environnemental local ou national.
- depuis 2017, élu de l'Assemblée nationale, du Sénat ou du Parlement européen.
- membre d'une assemblée ou d'un exécutif d'une collectivité d'outre-mer, ainsi que de conseiller général d'un département, de conseiller régional d'une Région (de métropole ou d'outre-mer), de conseiller de Paris et de membre de l'Assemblée de Corse.
- militaire de carrière ou assimilé en activité de service ou servant au-delà de la durée légale.
- magistrat des juridictions administratives ou judiciaires.
- fonctions administratives non électives.
- directeur ou président d'établissement public lorsqu'elles sont rémunérées.

## Mode de fonctionnement et attributions

### Réunions du gouvernement

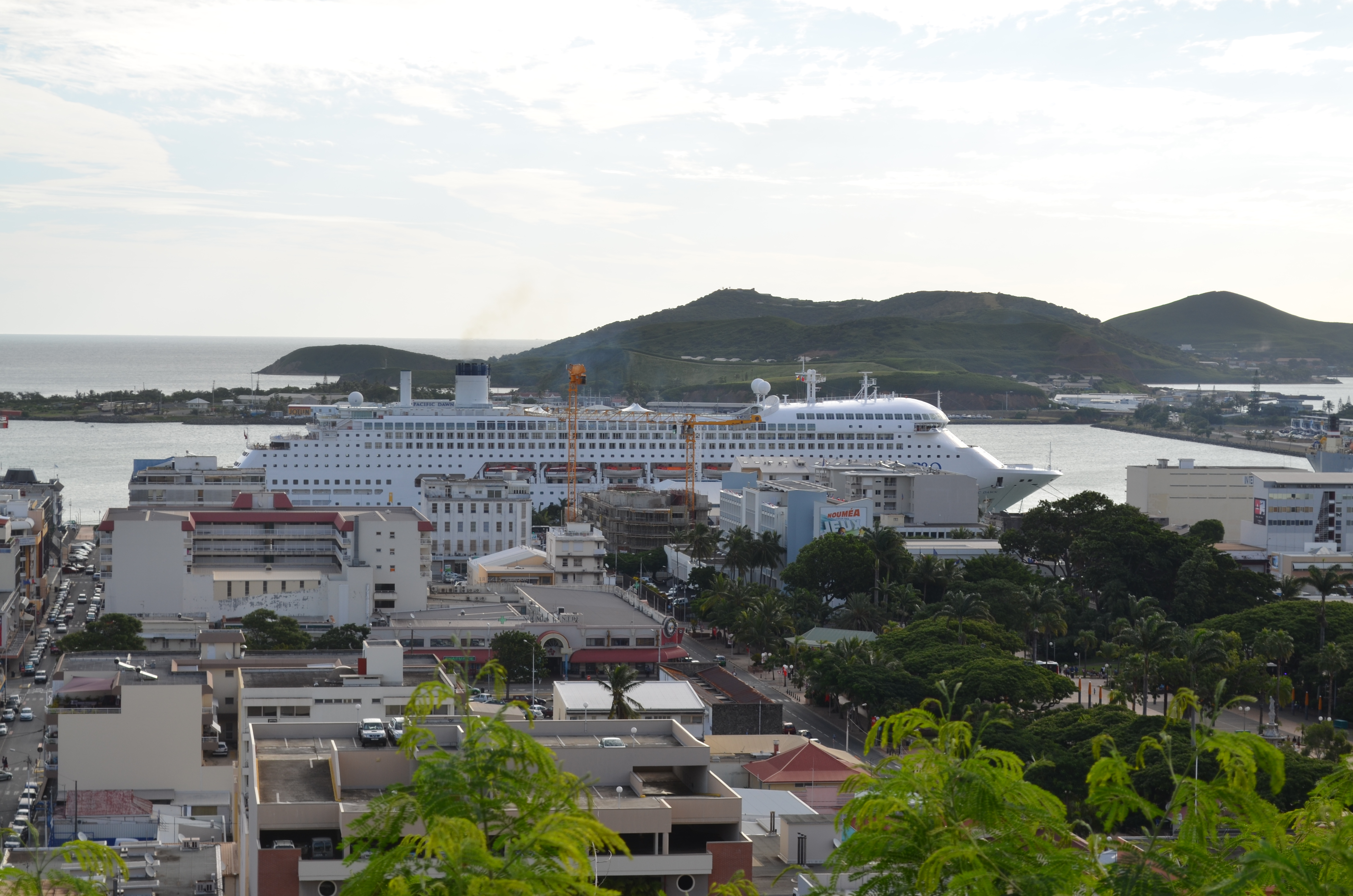
Vue du centre-ville et du port de Nouméa, avec l'immeuble « Le Lys rouge » en construction au deuxième plan, en 2010.

Le gouvernement se réunit normalement de manière hebdomadaire, généralement le mardi ou le mercredi. Des réunions hebdomadaires peuvent avoir lieu à la demande du président du gouvernement ou du Haut-commissaire de la République. Celui-ci assiste de plein droit à toutes les réunions du gouvernement, et il a le droit d'y prendre la parole quand il le souhaite, sans qu'il puisse participer aux votes.
Toute réunion du gouvernement est présidée par le président du gouvernement, remplacé, s'il est absent, par le vice-président et, à défaut, par l'un des membres du gouvernement désigné par ses pairs.
L'ordre du jour d'une réunion est fixé par le président du gouvernement, qui en informe au moins 48 heures à l'avance le Haut-commissaire de la République. Ce dernier peut également demander que des questions relevant de la compétence de l'État soient inscrites à cet ordre du jour.
Les réunions ne sont pas publiques, et ses participants sont tenus au secret des faits et éléments qui y ont été révélés. Toutefois, chaque réunion fait l'état d'un communiqué de presse officiel servant de compte-rendu.
Les décisions prises par le gouvernement lors de ces réunions le sont au moins à la majorité de ses membres. En cas d'égalité des voix en faveur ou contre une proposition, le vote du président tranche.

### Rôles

#### L'exécutif et l'initiative des lois de pays
Le gouvernement de la Nouvelle-Calédonie dirige l'exécutif de la collectivité de Nouvelle-Calédonie : sa première fonction est d'exécuter les délibérations et les lois du pays votées par le Congrès de la Nouvelle-Calédonie. Le gouvernement prépare les délibérations du Congrès de la Nouvelle-Calédonie. Il est également responsable avec ce dernier de la préparation des lois de pays, puisqu'il peut décider de présenter au vote du Congrès des projets de loi du pays. Il peut se prononcer quoi qu'il arrive sur tous les projets ou propositions de lois du pays, de même que sur les projets de délibération des Assemblées de Province concernant la mine. Enfin, il prépare la codification des lois du pays et de la réglementation édictée par la Nouvelle-Calédonie.

#### La direction de l'administration néo-calédonienne
L'administration publique de la collectivité relevant de sa compétence, le gouvernement fixe :
- les modalités d'application de la rémunération des fonctionnaires dépendants de la collectivité de Nouvelle-Calédonie et des collaborateurs du gouvernement,
- la création des charges, la nomination des officiers publics et de conférer l'honorariat,
- l'organisation des services de la Nouvelle-Calédonie,
- la nature et les tarifs des prestations des services publics de la Nouvelle-Calédonie,
- la conclusion des conventions avec les concessionnaires, délégataires de services publics et fermiers,
- nomme et met fin aux fonctions du secrétaire général du gouvernement, des directeurs, chefs de service, directeurs d'offices, directeurs d'établissements publics de la collectivité, et les représentants de la Nouvelle-Calédonie auprès des offices, établissements publics et sociétés.

#### La gestion des biens et du domaine public
Le gouvernement est l'usufruitier du patrimoine foncier, immobilier, mobilier et financier appartenant à la Nouvelle-Calédonie, ce qui implique de déterminer : 
- l'exécution ou l'exploitation des travaux publics de la Nouvelle-Calédonie, et les servitudes administratives au profit du domaine ou des ouvrages publics,
- la gestion des biens de la collectivité,
- le placement des fonds libres de la Nouvelle-Calédonie en valeurs d'État ou en valeurs garanties par l'État, l'émission d'emprunts de la collectivité,
- les dons et legs au profit de la Nouvelle-Calédonie,
- les conditions de prêts ou d'avals.

### La répartition des rôles des membres du gouvernement

#### Les attributions particulières du président

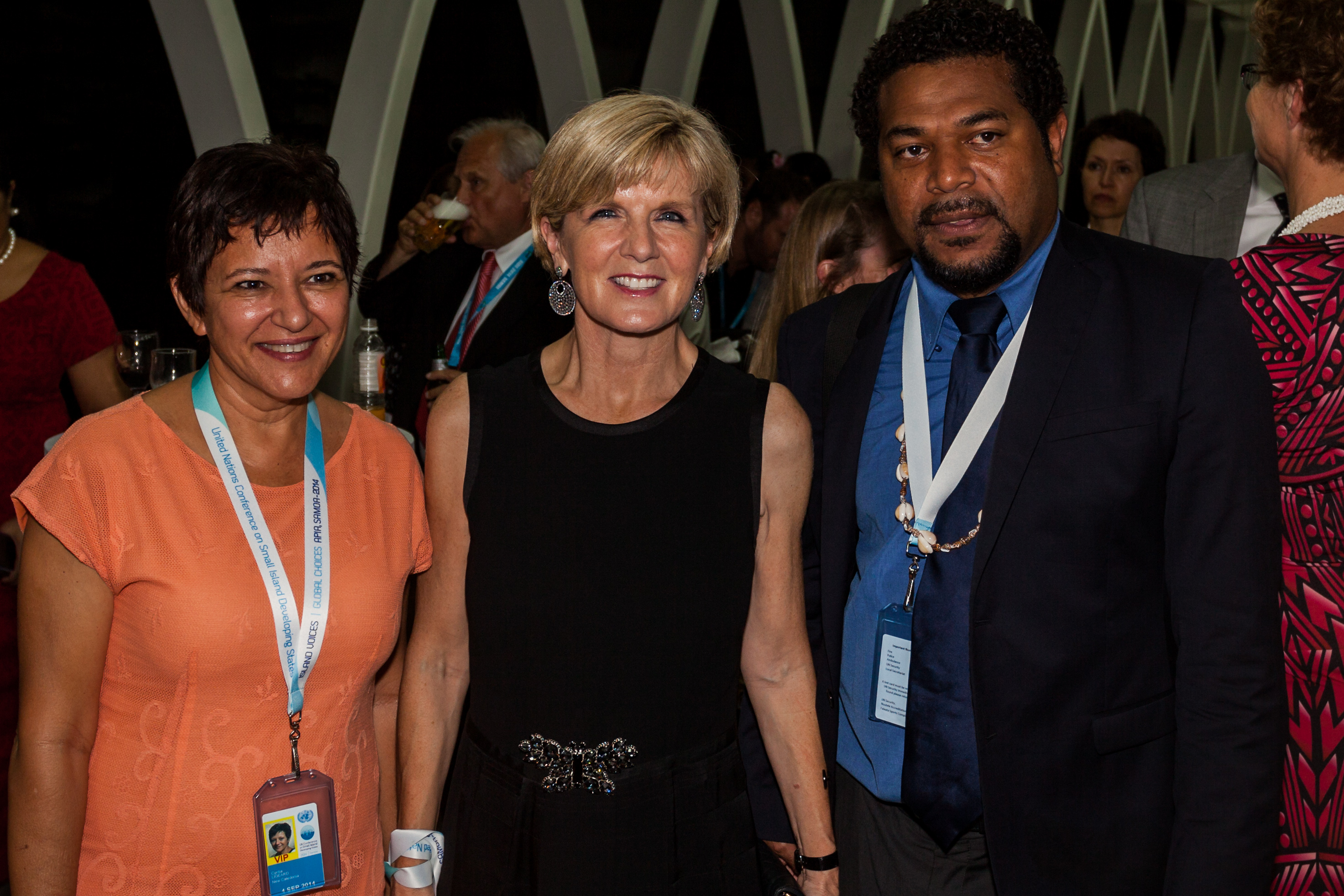
La présidente Cynthia Ligeard (à gauche) et le membre du gouvernement Anthony Lecren (à droite), de part et d'autre de la ministre australienne des Affaires étrangères Julie Bishop lors de la Conférence des Nations unies pour les petits États insulaires en développement tenue aux Samoa en août 2014.

Outre le fait qu'il préside les réunions du gouvernement et en fixe l'ordre du jour, le président du gouvernement : 
- représente la Nouvelle-Calédonie :
  - en justice : il intente les actions de la Nouvelle-Calédonie ou la défend.
  - auprès des autorités nationales ou étrangères.
  - auprès des institutions locales, notamment le Congrès.
- dirige l'administration au nom du gouvernement : 
  - nomme aux emplois publics néo-calédoniens,
  - ordonnateur des dépenses et prescrit l'exécution des recettes,
  - signe tous les contrats au nom de la Nouvelle-Calédonie, tout en pouvant déléguer sa signature au secrétaire général, aux directeurs ou chefs de service du gouvernement,
  - s'assure de la publication au journal officiel de la Nouvelle-Calédonie de toutes les décisions du gouvernement.

#### L'animation et le contrôle des secteurs de l'administration
Selon l'article 128 de la loi organique : « Le gouvernement est chargé collégialement et solidairement des affaires de sa compétence », ce qui signifie que toutes les décisions sont prises à la majorité de ses membres puis défendues par l'ensemble du gouvernement, ses membres n'ont donc pas de responsabilités particulières dans des domaines précis et ne portent donc pas le nom de « ministres » comme en Polynésie française.
Toutefois, le gouvernement récemment élu divise, lors de sa première réunion, ses champs de compétence en un certain nombre de « secteurs » qui sont ensuite répartis entre ses membres, chacun d'entre eux étant ainsi chargé « d'animer et de contrôler » un ou plusieurs de ces secteurs (Article 130 de la loi organique). Ce sont généralement :
- Dans le domaine économique et financier :
  - Économie générale,
  - Mines,
  - Commerce extérieur,
  - Droit commercial (depuis juillet 2013),
  - Douanes,
  - Agriculture, élevage et pêche,
  - Économie numérique,
  - Finances,
  - Fiscalité,
  - Budget.
- Dans le domaine social :
  - Affaires sociales et solidarité,
  - Protection sociale,
  - Santé,
  - Handicap,
  - Travail et emploi,
  - Dialogue social,
  - Condition féminine,
  - Politique de la famille,
  - Lutte contre les violences intrafamiliales (à partir de juillet 2019).
- Dans le domaine de l'équipement et des transports :
  - Transport aérien international,
  - Transport aérien domestique,
  - Transports terrestres,
  - Transports maritimes,
  - Sécurité routière,
  - Police et sécurité maritimes intérieures (à partir de juillet 2011),
  - Police et sécurité aériennes intérieures (à partir de janvier 2013),
  - Infrastructures publiques,
  - Logement,
  - Aménagement foncier,
  - Schéma d'Aménagement et de Développement de Nouvelle-Calédonie,
  - Communications,
  - Énergie.
- Dans le domaine culturel, éducatif et ludique :
  - Culture,
  - Francophonie,
  - Enseignement,
  - Formation professionnelle,
  - Jeunesse et Sports.
- Dans le domaine environnemental : 
  - Écologie,
  - Développement durable,
  - Gestion et conservation des ressources naturelles, biologiques et non biologiques de la ZEE,
  - Bien-être animal (à partir de juillet 2019).
- Dans le domaine administratif, institutionnel, juridictionnel et civique :
  - Affaires coutumières,
  - Citoyenneté,
  - Fonction publique,
  - Simplification administrative et modernisation de l'administration,
  - Suivi des transferts de compétences,
  - Protection judiciaire de l'enfance et de la jeunesse (à partir de juillet 2013),
  - Droit civil, de l'urbanisme et des assurances (à partir de juillet 2013),
  - Sécurité civile (à partir de janvier 2014),
  - Service civique (projet de mise en place à partir de 2014, officialisé progressivement à partir de 2016).
- Dans le domaine diplomatique (compétences généralement non explicitées et contrôlées directement par le président) :
  - Relations extérieures,
  - Coopération régionale.

Le gouvernement peut également confier à certains de ses membres la tâche de se charger des relations avec certaines institutions de la Nouvelle-Calédonie : le Congrès, le Sénat coutumier, le Conseil économique, social et environnemental (CESE) ou encore les provinces, les communes ou les conseils coutumiers. Un membre du gouvernement peut également servir de porte-parole de l'exécutif (initiée en 2009, cette fonction a depuis toujours été distribuée à l'un des membres).
Enfin, d'autres dossiers, sortant en principe du champ de compétence absolu de la Nouvelle-Calédonie mais où celle-ci est tout de même amenée à intervenir ou à se prononcer, peuvent être distribués à certains membres du gouvernement. Dans l'actuel exécutif, il s'agit notamment de la Communication audiovisuelle (au sujet de laquelle le gouvernement est consulté par le Haut-commissariat ou le CSA, compétents en la matière, il s'agit surtout de suivre la création de nouvelles chaînes dans le cadre de la TNT ou de nouvelles stations de radio), de l'Enseignement supérieur et de la Recherche, des Questions monétaires (notamment en ce qui concerne le débat sur le passage ou non à l'euro) et de Crédit ou encore des Zones de développement prioritaires (ZODEP).

## Administration
L'administration gouvernementale de la Nouvelle-Calédonie est composée du secrétariat général, de directions sectorielles et de services mixtes cogérés par l'État et la Nouvelle-Calédonie. À cela, il faut rajouter les offices et établissements publics placés sous la tutelle du gouvernement de la Nouvelle-Calédonie.

### Le secrétariat général du gouvernement
Le secrétariat général est à l'origine composé du secrétaire général, du ou des secrétaires généraux adjoints et du ou des directeurs généraux des services, tous trois nommés par arrêté du gouvernement, qui met également fin à leurs fonctions.
L'arrêté du gouvernement du 30 août 2011 prévoit un secrétaire général du gouvernement assisté de secrétaires généraux adjoints.
Le secrétariat général comprend en outre les chargés de mission auprès du gouvernement, le service de la coordination administrative et des institutions, le service intérieur du gouvernement et un secrétariat.

#### Secrétaire général
Le secrétaire général assure la continuité de l'administration néo-calédonienne et peut avoir délégation de signature du président de l'exécutif. Il coordonne les actions des différents services administratifs, techniques et/ou opérationnels, assure la communication et la liaison entre les différents membres du gouvernement et représente le gouvernement dans certains établissements ou offices publics dépendant de ce dernier.
Depuis 1999, les secrétaires généraux du gouvernement ont été :
- 28 mai 1999 - 17 avril 2001 : Bernard Deladrière,
- 17 avril 2001 - 1er août 2004 : Patrick Jamin (par intérim jusqu'au 10 mai 2001),
- 1er août 2004 - 18 août 2009 : Alain Swetschkin,
- 18 août 2009 - 24 août 2010 : François Garde,
- 24 août 2010 - 14 octobre 2014 : Alain Swetschkin (par intérim),
- 14 octobre 2014 - : Alain Marc.

#### Secrétaire général adjoint du gouvernement
Le secrétaire général était à l'origine secondé par un secrétaire général adjoint, qui le remplaçait en cas d'incapacité ou d'empêchement. Le 27 juillet 2000, il est fait également directeur général des services, tandis qu'un deuxième poste de secrétaire général adjoint (exerçant les fonctions de directeur général délégué des services jusqu'au 4 juin 2002, de second directeur général des services par la suite) est créé le 10 mai 2001. Les postes de secrétaires généraux adjoints sont supprimés le 15 janvier 2004 et remis en place le 30 août 2011.
Depuis 1999, les secrétaires généraux adjoint du gouvernement ont été :
- 28 mai 1999-26 avril 2001 : Patrick Jamin,
- 26 avril 2001-15 janvier 2004 : Armand Leder (par intérim jusqu'au 22 mai 2001),
- 25 juin 2001-15 janvier 2004 : Jules Hmaloko (directeur général délégué des services jusqu'au 4 juin 2002, ensuite directeur général des services également).
- 30 août 2011 (par intérim jusqu'au 21 février 2012) - 10 décembre 2013 : Gildas Lebret (« moyens, économie et finances »), Samuel Hnepeune (« aménagement et développement »), Léon Wamytan (« affaires sanitaires, sociales et rurales, culture et affaires coutumières »), Bernard Chérioux (« emploi, formation, éducation, jeunesse et sports »), Alain Swetschkin (également secrétaire général par intérim, « établissements publics de la Nouvelle-Calédonie »),
- 10 décembre 2013 - 24 décembre 2013 : Gildas Lebret (« moyens, économie et finances »), Claude Constans (« aménagement et développement »), Léon Wamytan (« affaires sanitaires, sociales et rurales, culture et affaires coutumières »), Bernard Chérioux (« emploi, formation, éducation, jeunesse et sports »), Alain Swetschkin (également secrétaire général par intérim, « établissements publics de la Nouvelle-Calédonie »),
- 24 décembre 2013 - 1er juillet 2014 : Charley Darbousset (« moyens, économie et finances », par intérim), Claude Constans (« aménagement et développement »), Léon Wamytan (« affaires sanitaires, sociales et rurales, culture et affaires coutumières »), Bernard Chérioux (« emploi, formation, éducation, jeunesse et sports »), Alain Swetschkin (également secrétaire général par intérim, « établissements publics de la Nouvelle-Calédonie »),
- 1er juillet 2014 - 15 octobre 2014 :  Charley Darbousset (« moyens, économie et finances », par intérim), Léon Wamytan (« affaires sanitaires, sociales et rurales, culture et affaires coutumières »), Alain Swetschkin (également secrétaire général par intérim, « établissements publics de la Nouvelle-Calédonie »),
- 15 octobre 2014 - :  Charley Darbousset (« moyens, économie et finances », par intérim), Léon Wamytan (« affaires sanitaires, sociales et rurales, culture et affaires coutumières »).

#### Directeur général des services
Le poste de directeur général des services de la Nouvelle-Calédonie est créé par l'arrêté gouvernemental du 27 juillet 2000, et est exercé à l'origine, jusqu'au 15 janvier 2004, par le secrétaire général adjoint. Il assiste le secrétaire général pour ce qui est de la coordination des différentes directions et services de l'administration néo-calédonienne, et le remplace en cas d'empêchement ou d'incapacité.
Le 10 mai 2001, le poste de directeur général délégué des services est créé, mais supprimé au profit d'un second poste de directeur général des services le 4 juin 2002. L'arrêté du 15 janvier 2004 supprime le poste de secrétaire général adjoint, ses attributions étant reprises par les directeurs généraux de service, lesquels voient leurs attributions précisées : le premier étant chargé des questions relatives au commerce extérieur, à la formation professionnelle et à l'emploi, à la fonction publique, au travail, aux problèmes sociaux, aux archives et de tous les dossiers à dominance juridique ; le second de celles relatives à l'enseignement, à la recherche, au logement, aux infrastructures, à la jeunesse et aux sports, à la météorologie, aux transports terrestres et à l'informatique.
À compter de la création de la direction générale des services le 18 septembre 2007, il n'existe plus qu'un seul directeur général des services qui n'est plus placé sous la responsabilité du secrétaire général mais directement sous celle du président du gouvernement. Les fonctions de secrétaire général et de directeur général des services sont de nouveau cumulées depuis 2009.
Depuis 2000, les directeurs généraux des services ont été :
- 27 juillet 2000-26 avril 2001 : Patrick Jamin,
- 26 avril 2001-8 juillet 2004 : Armand Leder (par intérim jusqu'au 22 mai 2001), premier directeur général des services à compter du 4 juin 2002
- 4 juin 2002-9 août 2004 : Jules Hmaloko, second directeur général des services,
- 8 juillet 2004-4 septembre 2007 : Martine Michel, première directrice générale des services,
- 9 août 2004-26 septembre 2007 : Léon Wamytan, second directeur général des services,
- 4 septembre 2007-18 août 2009 : Jacques Perrotin (par intérim jusqu'au 1er novembre 2007),
- 18 août 2009-24 août 2010: François Garde (également secrétaire général du gouvernement).
- 24 août 2010-14 octobre 2014 : Alain Swetschkin (également secrétaire général du gouvernement par intérim).
- 14 octobre 2014- : Alain Marc (également secrétaire général du gouvernement).

#### Directeur des services administratifs et opérationnels
Lors de la création de la direction générale des services le 18 septembre 2007, il est créé en son sein un poste de directeur des services administratifs et opérationnels. Ce poste disparait avec la nouvelle organisation adoptée le 30 août 2011.
Du 26 septembre 2007 au 30 août 2011 : Léon Wamytan (par intérim jusqu'au 1er novembre 2007).

### Directions administratives du gouvernement
Au nombre de 18, elles ont toutes à leur tête un directeur nommé par arrêté du gouvernement, qui peut aussi mettre fin à leur fonction. Elles sont chargées de la gestion des dossiers dans chacun des secteurs de compétence du gouvernement de la Nouvelle-Calédonie.

#### Direction des affaires économiques (DAE)
Elle intervient pour les compétences territoriales de la réglementation des prix, de la concurrence, de la répression des fraudes et de la réglementation des professions commerciales. Elle participe à la définition et à la mise en œuvre des actions économiques sur le territoire et assure la gestion des régimes d'aides à la production locale (taxe conjoncturelle, régimes fiscaux privilégiés pour les entreprises de production et l'hôtellerie, régimes des ventes détaxées duty free, entre autres). Elle a été créée par une délibération de l'Assemblée territoriale du 27 décembre 1984, son organisation étant remaniée plusieurs fois depuis notamment par l'arrêté du 16 mai 2007. Elle siège au 7 rue du général Gallieni, entre le centre-ville et le port de Nouméa, dans un bâtiment en briques de 1885 qui a abrité successivement avant-elle les locaux de l'administration pénitentiaire puis ceux du service des Douanes. Elle est dirigée depuis octobre 2019 par Éric Backès, et comprend :
- anciennement le Bureau de la concurrence qui contrôle les pratiques anticoncurrentielles, les pratiques restrictives de concurrence, les concentrations, ainsi que le contrôle des opérations de concertation et de l’accroissement des surfaces commerciales ..., jusqu'à ce que ces responsabilités soient reprises par un organisme indépendant, l'Autorité de la concurrence de la Nouvelle-Calédonie, créé en 2018.
- un(e) Chargé(e) de mission auprès de la direction « études juridiques et contentieux ».
- le Service des affaires administratives et financières : gère le budget, le secrétariat, les ressources humaines et toutes affaires administratives internes à la direction.
- le Pôle consommation et prix qui comprend deux services :
  - le Service de la protection du consommateur, avec son chef de service, son adjoint et le bureau de la consommation (protection économique et physique du consommateur).
  - le Service des prix avec le bureau de l'Observatoire des prix (ODP) géré par la Nouvelle-Calédonie depuis 2013, et le bureau de contrôle des prix.
- le Pôle des actions économiques, avec trois services :
  - le Service de l'enregistrement des entreprises qui fusionne en 2020 les anciens Service du registre du commerce et des sociétés (géré depuis le 2 mars 2015 en conséquence du transfert à la Nouvelle-Calédonie de la compétence en matière de droit civil et commercial le 1er juillet 2013) et le Service de l'accompagnement des entreprises (avec le bureau des professions réglementées qui donne l'agrément et assure le contrôle des pratiques de certaines professions, et le bureau du contrôle des assurances).
  - le Service du marché intérieur et des investissements (anciennement, jusqu'en 2020, Service de la promotion des filières et de la prospectivité), chargé de la réalisation d'études et enquêtes statistiques concernant les affaires économiques, des filières innovantes, du suivi du prêt à taux zéro mis en place au 1er février 2011, du secrétariat du comité de pilotage des Zones de développement prioritaires (ZODEP) et du Fonds de garantie pour le développement des terres coutumières, des signes de qualité ...
- l'antenne décentralisée de la direction à Koné.

#### Direction des affaires juridiques (DAJ)
Elle gère les questions juridiques propre au gouvernement de la Nouvelle-Calédonie, et siège également dans l'immeuble Jacques-Iekawé, à Nouméa, qu'elle partage avec la DRHFP-NC et le SCAI. Elle a été créée par un arrêté du 5 mai 1999 à la suite de la scission de l'ancienne direction des affaires administratives et juridiques (DAAJ). Dirigée par le 4 mai 2016 par Matcha Iboudghacem, elle comprend, outre le secrétariat de direction :
- la Section de la documentation : gestion du patrimoine documentaire, juridique ou général, de la direction (ouvrages, périodiques, abonnements internet).
- le Service d'études, de législation et du contentieux : dont le chef de service, David Ginocchi, est également directeur adjoint de la DAJ, il réalise des études et consultations juridiques, gère le contentieux impliquant le gouvernement dans tous les domaines à l'exception du contentieux fiscal ou celui de la fonction publique, et c'est lui qui étudie et élabore les projets de texte à soumettre aux autorités de la collectivité.
- le Service de légistique et de diffusion du droit : elle collecte, fait l'inventaire, codifie, consolide, clarifie, simplifie et contrôle l'applicabilité du droit applicable en Nouvelle-Calédonie. Elle assure aussi l'administration fonctionnelle du site juridique du gouvernement (Juridoc.gouv.nc), et veille à la conformité de la loi informatique et libertés.
- le Service de la législation civile et commerciale : dont la chef de service par intérim est également la directrice de la DAJ (Matcha Iboudghacem), créée le 30 août 2011 afin de préparer les transferts de compétences des droits civils et commerciaux (votés par la loi du pays du 30 décembre 2011 pour être effectifs au plus tôt au 1er juillet 2013), d'élaborer des premières réglementations et législations en la matière et pour la procédure civile  et de réaliser des études juridiques dans ces secteurs.

#### Direction des achats, du patrimoine et des moyens (DAPM)
Elle gère les missions transversales d'appui et de soutien administratif et logistique pour le compte du gouvernement de la Nouvelle-Calédonie, de ses directions et de ses établissements publics. Elle siège au 1, bis, rue Unger à la Vallée du Tir, à la Vallée-du-Tir, en bordure de la Voie express n°1, aux côtés de la DIMENC et de la DITTT. Elle a été créée par un arrêté du 26 avril 2016 sur la base essentiellement de la réorganisation de l'ancienne direction des affaires administratives (DAA), elle-même née de l'arrêté du 5 mai 1999 scindant en deux la direction des affaires administratives et juridiques (DAAJ). Elle est dirigée par Camille KUPISZ et comprend :
- le Service administratif et financier : il gère le budget et la comptabilité de la direction ainsi que du gouvernement dans son ensemble, ainsi que les ressources humaines et la logistique pour les services de la direction.
- le Service immobilier : il coordonne les constructions publiques, la gestion et l'entretien du patrimoine bâti et la stratégie immobilière de la Nouvelle-Calédonie.
- le Service des achats et des marchés : il définit la politique d'achats de la Nouvelle-Calédonie, sa déclinaison opérationnelle et la réglementation des marchés publics.
- le Service des moyens : il coordonne le parc de véhicules, la gestion centralisée du courrier et du mobilier, le soutien aux activités du protocole, les travaux de maintenance et les accueils à l'hôtel du gouvernement ainsi que dans l'immeuble Iékawé.
- le Service de l'imprimerie : il fabrique et diffuse le Journal officiel de la Nouvelle-Calédonie (JONC), ainsi que tous les textes, dépliants et brochures éditées par l'une des administrations, institutions ou collectivités de la Nouvelle-Calédonie.

#### Direction des Affaires sanitaires et sociales (DASS)
Elle prépare les textes qui seront soumis au Congrès dans ses domaines d'attribution (santé et hygiène publique, protection sociale, professions médicales, paramédicales et sociales). Ainsi, elle assure la tutelle et le contrôle des établissements de santé (hôpitaux, cliniques et dispensaires, pharmacies, laboratoires), des organismes de sécurité sociale, surveille l'état de santé de la population (par la collecte et la diffusion de données statistiques dans ce domaine), assure la veille sanitaire et le contrôle sanitaire aux frontières, gère la politique et les campagnes de prévention, s'assure de la bonne distribution des médicaments, coordonne la formation des professionnels de santé et la protection judiciaire de l'enfance et de la jeunesse.
Créée par la délibération de l'Assemblée territoriale du 31 janvier 1984, ses attributions et son organisation sont redéfinis à plusieurs reprises, notamment par un arrêté du 16 février 2006, lui-même plusieurs fois remanié par la suite. Elle siège au 5, rue du général Gallieni, dans un immeuble voisin de la DAE au centre-ville de Nouméa. Elle est dirigée par Jean-Alain Course depuis le 2 septembre 2004, elle comprend :
- le Service de l'administration générale : gestion du budget, de la comptabilité, du secrétariat et du personnel de la direction.
- la Cellule des statistiques : recueil des données concernant les attributions de la direction.
- le Conseil du handicap et de la dépendance (CHD) qui assure l'octroi des aides, coordonne les mesures et les moyens de mise en œuvre des politiques du handicap et de la dépendance, et élabore les projets ainsi que le Schéma directeur du handicap.
- le Pôle santé qui comporte :
  - le Service de l'inspection de la santé : chargé de la planification, de l'organisation et de la carte sanitaire, du contrôle et de la réglementation des activités médicales ou sanitaires des organismes, établissements et professionnels de santé, des liaisons avec les instances ordinales, de l'instruction des plaintes concernant les pratiques médicales ou sanitaires.
  - le Service de la tutelle et de la planification hospitalière : chargé de la planification de l'offre de soin dans le cadre de la carte sanitaire en lien avec le service précédent, de la gestion et de la réglementation du statut des personnels hospitaliers, de la tutelle et de l'évaluation administrative, technique et financière des établissements hospitaliers.
  - la Cellule de l'inspection de la pharmacie : chargé des affaires liées aux établissements et produits pharmaceutiques (instruction des dossiers, contrôle de l'application des lois et réglementations, inspection professionnelle, coordination des vigilances et liaisons avec les instances de l'ordre des pharmaciens).
  - le Service de la santé publique : chargé des affaires de santé publique (surveillance, prévention dans le cadre des actions de l'Agence sanitaire et sociale et en lien avec les associations dans ce domaine, dont elle gère aussi les demandes de subventions, mise en œuvre des politiques de santé), du contrôle sanitaire aux frontières, de la veille sanitaire, de la participation de la direction aux plans de secours (à l'instar du plan Orsec), des conseils aux voyageurs en matière sanitaire (depuis 2012) et des affaires de santé-environnement (application des lois et des réglementations, préventions, missions d'expertise et liens avec les autres acteurs en matière de protection de la santé publique vis-à-vis des risques environnementaux tels que pollutions de l'air ou de l'eau, la salubrité des habitats, les déchets, les vecteurs de maladie, les rayonnements ou l'hygiène alimentaire).
- le Pôle social : 
  - le Service de la protection sociale : chargé de la préparation, de l'élaboration et de l'application des lois et réglementations en matière de protection sociale, de la tutelle et de l'évaluation administrative, technique et financière des organismes de sécurité sociale, de l'élaboration des comptes de la santé, de la réglementation pour les transports sanitaires terrestres et de l'instruction des demandes de subventions médico-sociales.
  - le Service de la protection judiciaire de l'enfance et de la jeunesse : doté depuis 2007 de sa propre section administrative et financière, il est chargé de répondre aux besoins de l'instruction et de l'exécution des décisions judiciaires concernant les mineurs prises au tribunal de première instance de Nouméa et dans ses sections de Lifou et Koné. Il gère ainsi cinq établissements ou services spécifiques : le foyer d'accueil d'urgence et d'orientation (FAUO, maison d'enfants à caractère social dont les locaux sont situés à Nouville, en face de l'IUFM, il est mixte depuis 2012 et était auparavant réservé aux garçons) ; le service de l'hébergement diversifié - centre de jour (accueil, mixte depuis 2010 alors qu'il était réservé auparavant aux garçons, en ateliers techniques au Centre de jour pour favoriser la rescolarisation, à quoi s'ajoute la gestion du placement en famille d'accueil des mineurs ainsi que, depuis 2010, la possibilité d'hébergement en studios de mineurs ou jeunes majeurs entre 16 et 21 ans ayant été placés) ; deux foyers d'action éducative (FAE, mixtes depuis 2010, réservés uniquement à des garçons auparavant) à Nouville (FAEN, voisin du FAUO) et à Païta (FAEP) ; le Centre d'action éducative en milieu ouvert dans le quartier de l'Orphelinat à Nouméa.

#### Direction des affaires vétérinaires, alimentaires et rurales (DAVAR)
Elle prépare et met en œuvre la politique du Territoire pour la réglementation zoosanitaire et phytosanitaire (et assure donc le contrôle aux frontières dans ces domaines), l'hygiène et la santé publique vétérinaire, les statistiques intéressant la Nouvelle-Calédonie, portant sur l’agriculture, l’agroalimentaire et l’espace rural et la gestion de la ressource en eau du domaine public de la Nouvelle-Calédonie. Elle est créée par arrêté du 22 février 2001, remplaçant alors l'ancienne direction de l'économie rurale (DER), et son organisation a été ensuite redéfinie par l'arrêté du 27 novembre 2007. Son siège principal est au 209, rue Bénébig, dans le quartier du Haut-Magenta à Nouméa. Dirigée par Gérard FALON, elle comprend :
- le Service administratif et financier (SAF) de la direction :
  - section comptabilité et logistique,
  - section ressources humaines et administration générale,
  - cellule informatique,
- le Service de l'eau (SDE) : 
  - cellule administrative,
  - antenne de Koné,
  - pôle protection de la ressource en eau (PRE) : 
    - section gestion de l'eau et du domaine public fluvial,
    - cellule qualité,

  - pôle mesure et études de la ressource en eau (MERE) :
    - section hydro-pluviométrie,
    - cellule applications et communication,
- le Service des statistiques et des affaires rurales (SAR) :
  - pôle Gestion des aides au secteur agricole et contrôle (GASAC),
  - pôle Statistiques et études rurales
- le Service des laboratoires officiels vétérinaires, agroalimentaires et phytosanitaires de la Nouvelle Calédonie (LNC), sur le site de Port-Laguerre à Païta :
  - pôle administratif :
    - cellule qualité-stocks-locaux,
    - cellule informatique,

  - pôle technique :
    - section chimie :
      - unité chromatographie,
      - spectrométrie d’absorption atomique,
      - unité physico-chimie,

    - section hygiène alimentaire :
      - unité microbiologie alimentaire,
      - unité microbiologie des eaux,

    - section santé animale :
      - unité hématologie,
      - unité virologie,
      - unité biochimie,
      - unité microbiologie vétérinaire,
      - unité histologie,
      - unité biologie moléculaire,

    - section immuno-sérologie,
    - section laverie 1,
    - section laverie 2,
    - section vétérinaire :
      - cellule aquaculture,
      - cellule d'appui vétérinaire : unité d'autopsie.

    - cellule matériel-métrologie.
- le Service d'inspection vétérinaire, alimentaire et phytosanitaire (SIVAP), situé sur le Port Autonome de Nouméa :
  - bureau administratif et financier :
    - accueil et standard,
    - informatique,

  - pôle sécurité sanitaire des aliments (SSA) : 
    - section SSA Sud et Îles de Nouméa :
      - antenne SIVAP des Îles Loyauté à Lifou,

    - section SSA Centre de Bourail,
    - section SSA Nord de Koné,
    - cellule export,

  - pôle biosécurité :
    - section protection des végétaux (PV) : analyse de risque et inspection phytosanitaire,
    - section inspection voies maritimes et postales à Nouméa,
    - section inspection voies aériennes à Tontouta,
    - section santé animale : analyse de risque et inspection zoosanitaire,
    - section quarantaine animale : située initialement à Koutio sur une partie du terrain où est construit depuis 2010 le Médipôle de Koutio, à la sortie nord de Nouméa, dans la commune de Dumbéa, les nouveaux locaux de la Quarantaine Jean-Vergès sont inaugurés à Païta en mars 2013,
    - cellule expertise technique.

#### Direction du Budget et des Affaires financières (DBAF)
Elle prépare et exécute le budget de la Nouvelle-Calédonie, prépare et élabore les comptes administratifs, contrôle et ordonnance les dépenses engagées, s'occupe du suivi de la dette, gère les subventions allouées et les dotations attribuées, prépare, gère et suit les dossiers du Fonds européen de développement, surveille et vérifie les régies de recettes et de dépenses, contrôle les établissements publics de la Nouvelle-Calédonie, assure le secrétariat et suit le fonds intercommunal de péréquation et les fonds de concours qui n’ont pas fait l’objet d’un texte particulier donnant compétence à un autre service. Elle réalise enfin les études et analyses relatives à la politique budgétaire et financière de la Nouvelle-Calédonie.
Elle siège dans l'immeuble situé au 17, avenue Paul Doumer, en face de l'immeuble Iékawé au centre-ville de Nouméa. Elle est dirigée par Sophie Garcia, qui est également chargée du contrôle des dépenses engagées par la Nouvelle-Calédonie, et comprend :
- un secrétariat,
- un contrôleur de gestion (Anne-Christine Chimenti),
- le Service du budget qui est chargé de la gestion du cadre comptable, de l’élaboration et l’analyse des situations d’exécution, de la communication, des reports et virements de crédits ainsi que de la gestion des inscriptions budgétaires pluriannuelles,
- le Service de l'exécution budgétaire qui est chargé de la vérification des dépenses et recettes, des mandats et des titres, du contrôle des dépenses engagées et du visa financier des actes, de la vérification des régies, du suivi de la qualité comptable et du maintien des délais de paiement, de la communication financière ainsi que de la gestion des tiers, il comprend trois sections et deux régies :
  - section n°1,
  - section n°2,
  - section n°3,
  - régie de recettes de Nouméa,
  - régie de recettes de Tontouta,
- le Service des collectivités locales et des établissements publics qui est chargé d’assurer le financement réglementaire des collectivités territoriales et des établissements publics ainsi que des reversements du budget de répartition. Il effectue le contrôle financier des établissements publics et réalise des analyses et suivis financiers divers. Il est organisé en deux secteurs :
  - secteur des établissements publics,
  - secteur des collectivités territoriales,
- le Service Support métier qui assure une mission de soutien aux utilisateurs des plates-formes de gestion financière et des marchés publics, par le biais d'une hotline. Il identifie et conçoit les évolutions des applications en réponse aux contraintes réglementaires ou aux besoins émergents. Il garantit la cohérence et la qualité des applications. Ses actions s’étendent à l’ensemble des collectivités et établissements publics de la Nouvelle-Calédonie ainsi qu’aux entreprises.

#### Direction de la culture, de la condition féminine et de la citoyenneté de la Nouvelle-Calédonie (DCCFC-NC)
Elle coordonne et met en œuvre les compétences territoriales dans les domaines culturels, de la condition féminine et de la citoyenneté. Elle est créée par arrêté du 12 janvier 2010 à la suite de la scission de l'ancienne direction des affaires culturelles et coutumières (DACC). Elle siège depuis le 1er octobre 2010 au 21 bis, rue Georges Clemenceau, au centre-ville de Nouméa, dans le même îlot urbain que l'immeuble Jacques-Iekawé. Elle est dirigée par Régis Vendégou depuis le 13 avril 2010 et comprend, outre le secrétariat de direction :
- le Service des Musées et du Patrimoine : il gère le Musée de Nouvelle-Calédonie (souvent encore appelé « Musée territorial »), fondé en 1971 et situé au Quartier latin de Nouméa, en face du Port Moselle, et est donc chargé de l'acquisition et de l'inventaire d'œuvres d'art, de la documentation, de la conservation, de la présentation et de la promotion des collections publiques :
  - le département administratif.
  - le département Musée de Nouvelle-Calédonie : il gère plus particulièrement le musée en lui-même, ses collections, ses expositions, ses publications, ses animations, ses ateliers et sa documentation.
- le Service des Archives : créé en 1987 et situé dans la presqu'île de Nouville à Nouméa, entre le Théâtre de l'île et le campus de l'Université de la Nouvelle-Calédonie. Il gère la collecte, la conservation, le tri, le classement, l'inventaire et la communication des archives de la Nouvelle-Calédonie :
  - le département administratif.
  - le département archivistique : il assure la gestion scientifique et physique des archives, de leur communication et de leur reproduction, des collectes et des éliminations, des animations pédagogiques, de la recherche et de la valorisation des fonds.
- la Mission de la condition féminine : chargée de coordonner les actions visant à la définition d'une politique dans le domaine de la condition féminine.
- la Mission à l'Observatoire de la condition féminine : chargée de préparer la mise en place de l'Observatoire de la condition féminine, dont la création a été actée en 2006, en concertation avec les associations actives dans ce domaine.
- la Mission au patrimoine : chargée de conseiller la direction et le membre du gouvernement responsable des questions culturelles (Déwé Gorodey depuis 1999) en matière de politique de préservation, de réhabilitation et de valorisation du patrimoine historique, architectural et immatériel de la Nouvelle-Calédonie.
- une Chargée d'action culturelle : chargée de conseiller la direction et le membre du gouvernement animant le secteur de la culture pour la promotion de la culture par des manifestations et des événements, en lien avec les éditeurs locaux ou les associations.
- l'antenne décentralisée de Koné.

#### Direction de l'Enseignement de Nouvelle-Calédonie (DENC)
Créée au moment du transfert de l'État au territoire de la compétence de l'enseignement primaire public à la rentrée 2007, elle élabore les programmes du primaire (sous réserve de la compétence des provinces pour leur adaptation en fonction des réalités culturelles et linguistiques. Cette compétence touche surtout l'histoire, la géographie et l'éducation civique, ainsi que la mise en place de cours de langues kanaks).
Elle assure la formation initiale et continue des maîtres de l’enseignement primaire public, ainsi que le contrôle pédagogique de l’enseignement primaire public, c’est-à-dire notamment de l’animation, de l’aide et de l’inspection pédagogiques dans les écoles publiques.
Elle est située au 19, avenue Foch, dans l'immeuble dit Foch, qu'elle partage avec la DFPC, en bordure de la place des Cocotiers au centre-ville de Nouméa. Dirigée par Yolande Verlaguet depuis juillet 2015, elle comprend :
- le Service des affaires administratives, financières et de la communication : 
  - la section accueil et traitement du courrier,
  - la section des affaires financières,
  - la section informatique et traitement de l'information,
  - la section traitement de données et divers dossiers pour le service,
- le Service pédagogique :
  - le secrétariat,
  - les conseillers pédagogiques pour les évaluations Grande section, CE1 et CM2 ; les mathématiques, les sciences et la technologie ; la maîtrise de la langue aux cycles 1, 2 et 3 ; la langue vivante anglaise ; l'éducation physique et sportive ; les techniques usuelles de l'information et de la communication (TUIC) et la technologie ; l'instruction sociale et civique ainsi que la culture humaniste ; les pratiques artistiques en arts visuels et en musique ;
  - les besoins éducatifs particuliers pour le CP et pour trois missions :
    - la mission illettrisme,
    - la mission projet éducatif de Nouvelle-Calédonie,
    - la mission projet enseignement santé,
- les sept circonscriptions de l'inspection de l'enseignement primaire comprenant toutes un inspecteur ou une inspectrice de l'enseignement primaire, un ou une secrétaire et des conseillers pédagogiques :
  - les trois premières circonscriptions (Dumbéa pour la 1re, Nouméa pour la 2e, Le Mont-Dore, Yaté et l'île des Pins pour la 3e) sont toutes basées dans le bâtiment central de la DENC à Nouméa,
  - la 4e circonscription (côte nord-est de la Grande Terre, de Canala à Hienghène) à Poindimié,
  - la 5e circonscription (extrême nord et côte ouest de la Province Nord, de Nord Poya à Poum, Ouégoa et Pouébo) à Koumac, avec une antenne à Koné,
  - la 6e circonscription (Thio et les communes rurales de la côte ouest de la Grande Terre, de Païta à Sud Poya) à La Foa,
  - la 7e circonscription (Îles Loyauté) à Wé sur l'île de Lifou, avec une antenne à Tadine sur Maré.

#### Direction de la Formation professionnelle continue (DFPC)
Elle est chargée de la préparation et de la mise en œuvre de la politique de formation professionnelle continue de la Nouvelle-Calédonie. Elle est située au 19, avenue Foch, dans l'immeuble dit Foch, qu'elle partage avec la DENC, en bordure de la place des Cocotiers au centre-ville de Nouméa. Dirigée par Philippe Martin depuis le 2 octobre 2013, elle comprend :
- le Service Certification, Audit et Contrôle (SCAC) incluant : 
  - la section Contrôle et Audit (SCA)
  - la section Certification Professionnelle (SCP)
- le Service Dispositifs et Programmes de Formation (SDPF) découpé comme suit : 
  - la section Accompagnement des Parcours Individualisés (SAPI)
  - la section Dispositif et Commandes Sectoriels (SDCS)
  - la section Gestion Administrative et Financière (SGAF)
- le Service d'Appui (SAP) regroupant :
  - le responsable du système d'information,
  - un chargé d'évaluation,
  - un chargé de communication,
  - un assistant logistique,
- l'Unité des Services de l'Accompagnement et de l'Orientation (USAO) : regroupe une équipe de psychologues chargés du recrutement, du positionnement et du suivi des futurs stagiaires de la formation professionnelle continue en Nouvelle-Calédonie,
- une antenne décentralisée à Koné.

#### Direction de la gestion et de la réglementation des affaires coutumières (DGRAC)
Elle coordonne et met en œuvre les compétences territoriales dans les domaines coutumiers, à savoir sur le statut civil coutumier, des terres coutumières et des palabres coutumiers, ainsi que pour les relations administratives avec le Sénat coutumier et les Conseils coutumiers. Elle est créée par arrêté du 12 janvier 2010 à la suite de la scission de l'ancienne direction des affaires culturelles et coutumières (DACC). Elle siège au 17, avenue Paul Doumer, dans le même bâtiment que la direction de la réglementation et de l'administration générale (DIRAG) du haut-commissariat (dit « bâtiment des passeports » car contenant les services de la nationalité et des étrangers), à côté du vice-rectorat et en face de l'immeuble Jacques Iekawé, au centre-ville de Nouméa. Elle est dirigée par Louis Waia depuis juin 2013 et comprend :
- deux subdivisions administratives : 
  - la cellule administrative et des moyens,
  - la cellule des études juridiques,
- le Service des affaires foncières et coutumières (SAFC) : comporte le bureau des affaires coutumières (coordination, assistance et aide technique pour l'instruction et la centralisation des actes coutumiers et des activités des officiers civils, sauf pour les affaires foncières) et celui des affaires foncières (s'occupe des affaires touchant aux terres coutumières). Y sont également rattachés les officiers publics coutumiers, répartis dans les huit aires coutumières (entre un et trois selon les aires)
- le Greffe de l'état-civil coutumier : gestion des actes et registres d'état-civil liés au statut civil coutumier, et des registres de recensement des tribus.
- une antenne décentralisée à Koné.

#### Direction de l'Industrie, des Mines et de l'Énergie (DIMENC)
Elle assure pour le compte de l’État, de la Nouvelle-Calédonie et des trois provinces, le contrôle et la promotion de l’industrie en Nouvelle-Calédonie dans une perspective de développement durable. Elle est située au 1 ter, rue Unger, à la Vallée-du-Tir, en bordure de la Voie express n°1 et à côté de la DITTT ainsi que de la DAPM, à Nouméa. Dirigée par Victor Alonso depuis octobre 2013, elle comprend :
- le Service administratif et financier.
- le Service de l'industrie : il instruit les dossiers d’installations classées pour la protection de l’environnement et les surveille. Il contrôle aussi les appareils à pression, ainsi que l’utilisation des explosifs, et veille à la qualité de l’air. Enfin, il participe à la gestion des déchets en Nouvelle-Calédonie.
- le Service des mines et carrières : il promeut et contrôle l’industrie extractive, mines et carrières, pour les aspects sécurité du travail, respect de l’environnement et droit du travail.
- le Service géologie (SGNC) : structure publique créée en 2006 et spécialisée dans les connaissances et l'étude du sol et du sous-sol, fonctionnant avec un accompagnement du Bureau de recherches géologiques et minières (BRGM).
- le Service de l'énergie : il contrôle les opérateurs énergétiques néo-calédoniens, pétroliers et électriques et coordonne les programmes d’aide à l’électrification rurale et à la maîtrise de l’énergie.
- le Service du Laboratoire d'analyses minérales.
- une inspection des industries, mines et carrières à l'antenne décentralisée de Koné.

Elle assure aussi le secrétariat et la gestion du Fonds nickel créé en mars 2009 pour financer des programmes de réhabilitation des sites dégradés et soutenir le secteur minier en période de crise.

#### Direction des Infrastructures, de la Topographie et des Transports terrestres (DITTT)
Elle gère, coordonne et organise la politique locale en matière d'équipement, de topographie, de sécurité routière et de réseaux routiers. Elle est située au 1 bis, rue Unger, à la Vallée-du-Tir, en bordure de la Voie express n°1 et à côté de la DIMENC ainsi que de la DAPM, à Nouméa. Dirigée par Georges Selefen, elle comprend :
- le Service des affaires administratives et financières, de l'informatique et de la réglementation :
  - bureau de l'informatique,
  - bureau des moyens,
  - bureau des affaires financières,
  - bureau des ressources humaines et du courrier,
- le Service des routes : il gère, coordonne et contrôle les opérations d'investissements de la Nouvelle-Calédonie tant au niveau technique, administratif que financier, pour les infrastructures routières (les constructions publiques et l'entretien du patrimoine sont devenues en avril 2016 des attributions de la nouvelle DAPM) : 
  - le pôle des ouvrages d'arts,
  - le bureau de l'ingénierie routière,
  - le bureau de l'entretien et de l'exploitation.
- le Service des phares et balises : il est chargé de la signalisation maritime, du soutien naval de la Base hydrographique de la Nouvelle-Calédonie et de la recherche scientifique dans le cadre de la mission ZONECO, il comprend :
  - le bureau de la logistique et des ateliers,
  - le bureau électrotechnique,
  - le bureau vedette de travail,
  - le bureau baliseur.
- le Service topographique : établit et conserve les infrastructures primordiales de géodésie et de nivellement ainsi que la mise en place des stations GPS permanentes du réseau dénommé BANIAN, réalise l'inventaire et la mise à jour du parcellaire foncier de la Nouvelle-Calédonie et assure la rédaction des plans cartographiques de Nouvelle-Calédonie aux échelles du 1:10000 et inférieures :
  - le pôle clientèle,
  - le bureau de la géodésie et du nivellement,
  - le bureau de la cartographie,
  - le bureau du cadastre,
  - le bureau domanial.
- le Service de la sécurité et de la circulation routière (ancien « service des mines ») :
  - l'observatoire de la sécurité routière,
  - le bureau du guichet unique (délivrance des permis de conduire et cartes grises),
  - le bureau de l'éducation routière,
  - le bureau des contrôles,
  - le bureau des permis de conduire de Bourail.
- une antenne décentralisée à Koné.

#### Direction de la Jeunesse et des Sports (DJS)
Elle développe ses missions dans le domaine du sport, de la vie associative, de la jeunesse et de la formation aux métiers du sport et de l’animation, assure l'encadrement juridique de ces domaines, coordonne les actions de formation et délivre les titres ou diplômes sportifs ou d'animation, gère les subventions allouées aux associations et participe à la préparation des Jeux du Pacifique de 2011. Elle est située au 23, rue Jean Jaurès, sur la place des Cocotiers au centre-ville de Nouméa. Dirigée par Pierre Forest depuis le 1er juin 2012, elle comprend : 
- le Pôle administration générale qui s'occupe des aspects administratifs, comptables et logistiques de la direction,
- le Pôle Sport :
  - le bureau du financement du sport et du suivi des conventions d'objectifs,
  - le bureau du diagnostic, de l'analyse et du conseil (secteur sport) et de l'accompagnement des cadres techniques du sport,
  - le bureau de déclaration des éducateurs et établissements sportifs,
  - le bureau de la protection de la santé des sportifs, de la lutte contre le dopage et du sport de haut niveau,
  - le responsable équipements et contrats de développement,
  - le Centre médico-sportif de Magenta,
  - les Cadres techniques des fédérations ou ligues sportives présentes sur le territoire (natation, athlétisme, cricket, handisport, football, rugby, cyclisme, tennis de table, basketball, judo, voleyball, voile).
- le Pôle Jeunesse :
  - le bureau des politiques éducatives territoriales,
  - le bureau de l'information, de l'expression, de l'initiative et de la mobilité des jeunes,
  - l'Observatoire et veille-analyse des questions de jeunesse,
  - un attaché jeunesse et un conseiller socio-éducatif,
  - des assistantes administratives et financières.
- le Pôle formation et certification : met en place, organise, contrôle et certifie des formations et des examens dans les champs de la jeunesse, de l'éducation populaire et du sport, ainsi que le suivi de la valorisation des acquis de l'expérience (VAE).
- un référent à la Direction des sports et des loisirs de la Province des îles Loyauté.
- un référent pour l'Union nationale du sport scolaire (UNSS).

#### Direction des Ressources humaines et de la Fonction publique de Nouvelle-Calédonie (DRHFPNC)
Elle gère les 1 550 agents de la collectivité Nouvelle-Calédonie, assure le rôle de centre de gestion pour les 9 250 fonctionnaires territoriaux et communaux employés dans les administrations publiques de Nouvelle-Calédonie et élabore les textes en matière de fonction publique. Elle siège au 18, avenue Paul Doumer, dans l'immeuble dit Jacques Iekawé, au centre-ville de Nouméa, et qu'elle partage notamment avec la DAJ et le SCAI. Dirigée par Eloïse Nicolas depuis juillet 2018, elle comprend :
- le Pôle Fonction publique' :
  - le Service de la gestion statutaires des fonctionnaires :
    - la section SG1,
    - la section SG2,

  - le Service des affaires juridiques et du dialogue social : 
    - la section du conseil juridique,
    - la section élaboration et expertise statutaire,
    - la section du dialogue social,
    - la cellule modernisation de la fonction publique,

  - le Service du support des ressources humaines et du recrutement : 
    - la cellule du recrutement,
    - la cellule études,
    - la section des concours,
    - la section du système d'information des ressources humaines Tiarhé,
- le Pôle Ressources humaines de la Nouvelle-Calédonie :
  - le Service de la gestion des Ressources humaines :
    - la section NC1,
    - la section NC2,
    - la section NC3,

  - le Service du développement des ressources humaines :
    - la section emploi,
    - la section formation et vie au travail,

  - le Service du budget et du contrôle de gestion :
    - la section comptabilité et logistique.

#### Direction de la Sécurité civile et de la gestion des risques (DSCGR)
Cette direction a été transférée du haut-commissariat de la République (et donc de l'État) au gouvernement de la Nouvelle-Calédonie le 1er janvier 2014 par le décret n° 2013-1250 du 27 décembre 2013, dans le cadre du transfert de la compétence de la sécurité civile. Elle a pour mission d’assurer la sécurité des personnes, des biens et de l’environnement, avec tout particulièrement la prévention et l’information des populations sur les risques naturels et technologiques majeurs (surtout les cyclones tropicaux, les feux de brousse, mais aussi les éventuels tsunamis) ; la planification des risques et traitement des crises, à travers l’activation du Centre opérationnel ; l'enseignement du secourisme ; les actions de coopération régionale en cas de catastrophes naturelles, à savoir surtout dans le cadre de l'accord FRANZ ; le développement des centres d’incendie et de secours dans toutes les communes ; la sécurité des grands rassemblements. Elle est placée sous l'autorité directe du président du gouvernement de la Nouvelle-Calédonie. Elle siège initialement aux numéros 8 et 10 de la rue Jean-Baptiste Dézarnaulds au centre-ville de Nouméa, près de l'hôtel du haut-commissariat de la République, avant de déménager en janvier 2021 dans le bâtiment N de l'ancien hôpital Gaston-Bourret, au 7 rue Paul-Doumer toujours au centre-ville. Elle est dirigée par le colonel hors-classe des sapeurs-pompiers Frédéric Marchi-Leccia depuis le 4 mai 2020. Elle comprend, outre son directeur, son directeur adjoint et son secrétariat, quatre services :
- le Service Planification des risques technologiques et naturels : 
  - le bureau de la planification ;
  - le bureau de la prévention ;
  - le bureau de la prévention des établissements recevant du public (ERP), avec des préventionnistes à Nouméa et à Koné ;
- le Service d'assistance technique aux communes et aux acteurs de la sécurité civile :
  - le bureau de l'assistance technique ;
  - le bureau du soutien médical ;
- le Service des opérations et de la gestion de la crise : organise et développe le centre opérationnel gouvernemental :
  - le bureau des opérations ;
  - le bureau des transmissions et du plan de reprise informatique (PRI) ;
- le Service Formation qui gère essentiellement le Centre de formation de la sécurité civile situé au 26, route de l'abattoir à Païta. Il est également chargé de l’animation et de la coordination du réseau des associations et organismes qui concourent à la formation en matière de secourisme, et de la validation des référentiels de formation :
  - le bureau de la formation des sapeurs pompiers ;
  - le bureau de la formation des acteurs de la sécurité civile ;
  - le centre de formation de la sécurité civile ;
- une antenne décentralisée à Koné.

#### Direction des Services fiscaux (DSF)
Elle gère l’impôt sur le revenu dû par les personnes physiques, l’imposition à la contribution foncière, l’impôt sur le revenu des travailleurs indépendants, l’impôt sur les sociétés, l’imposition à la patente et les déclarations de TSS (Taxe de Solidarité sur les Services). Elle siège à l'Hôtel des Impôts, au 13, rue de la Somme, à proximité du port de Nouméa. Dirigée par Mickaël Jamet depuis mai 2016, elle comprend :
- la cellule du projet informatique « P@cifisc »,
- la cellule des ressources humaines,
- la cellule des études fiscales et statistiques,
- la cellule des agréments fiscaux,
- la cellule du précontentieux,
- le Service des moyens et de l'informatique (SMI) :
  - la section administrative et logistique,
  - la section traitement du courrier,
  - la section traitement des documents fiscaux,
- le Service de la fiscalité professionnelle :
  - la section contrôle des dossiers à forts enjeux et des gérants de sociétés,
  - la section impôts sur les sociétés,
  - la section impôts sur le revenu (IR) 1,
  - la section IR2,
- le Service de la fiscalité des particuliers :
  - la section contribution de sécurité immobilière (CIS),
  - la section déclaration nominative des salaires (DNS),
  - la section sociétés civiles immobilières (SCI),
  - la section contribution foncière,
  - la section IR1,
  - la section IR2,
- le Service de la recette :
  - la section de la comptabilité et de la caisse,
  - la section enquêtes et poursuites,
  - la section enregistrement,
  - la section recouvrement 1,
  - la section recouvrement 2,
- le Service de contrôle et d'expertise où sont regroupés les vérificateurs,
- le Service de la fiscalité immobilière (SFI),
- le Service des impôts de Koné,
- le Service de la publicité foncière (SPF) :
  - la section accueil et comptabilité,
  - la section traitement des formalités,
- le Service du domaine : 
  - le gestionnaire des successions vacantes,
- le Service de la régie locale des tabacs (SRLT) :
  - le bureau du régisseur de caisse.

#### Direction du Travail et de l'Emploi (DTE)
Elle élabore et rend publiques les règles relatives au droit du travail en Nouvelle-Calédonie.
Elle contrôle le respect de la législation du travail, met en œuvre des politiques de prévention des risques professionnels et d’amélioration des conditions de travail.
Elle contribue à la promotion et à l’amélioration du dialogue social ainsi qu’à la prévention et au règlement des conflits du travail. Elle assure le suivi de la négociation collective, enregistre le dépôt officiel des accords collectifs de travail et prépare le cas échéant leur extension.
Elle met en œuvre la politique de l’emploi du gouvernement de la Nouvelle-Calédonie visant notamment la promotion et la protection de l’emploi local.
Elle est située au 12, rue de Verdun, entre le port et le centre-ville de Nouméa. Dirigée par Magda Bonal-Turaud depuis avril 2015 (par intérim jusqu'en janvier 2016), elle comprend :
- le Service des relations de travail,
- le Pôle administration générale et pilotage qui correspond au Service des affaires juridiques et de l'administration générale :
  - la section juridique :
    - le bureau Commission paritaire de l'emploi local,
    - le bureau Ressources humaines et dialogue social,

  - la section de l'administration numérique et des ressources documentaires,
  - la section de la gestion financière et des moyens,
- le Pôle Travail :
  - le Service de l'inspection du travail :
    - le bureau de la coordination travail,
    - la section conseil du travail,
    - la section d'inspection 1 : transports, hôtels-bars-cafés-restaurants (HBCR), santé, commerce,
    - la section d'inspection 2 : risques industriels,
    - la section d'inspection 3 : bâtiments et travaux publics (BTP),
    - la section d'inspection 4 : Nord,
    - la section d'inspection 5 : Province Sud, Ducos, Îles,

  - le Service Prévention des risques professionnels,
- le Pôle Entreprises - Emploi :
  - le Service de l'animation et de la coordination des politiques de l'emploi,
  - la Section des mesures emploi - insertion.

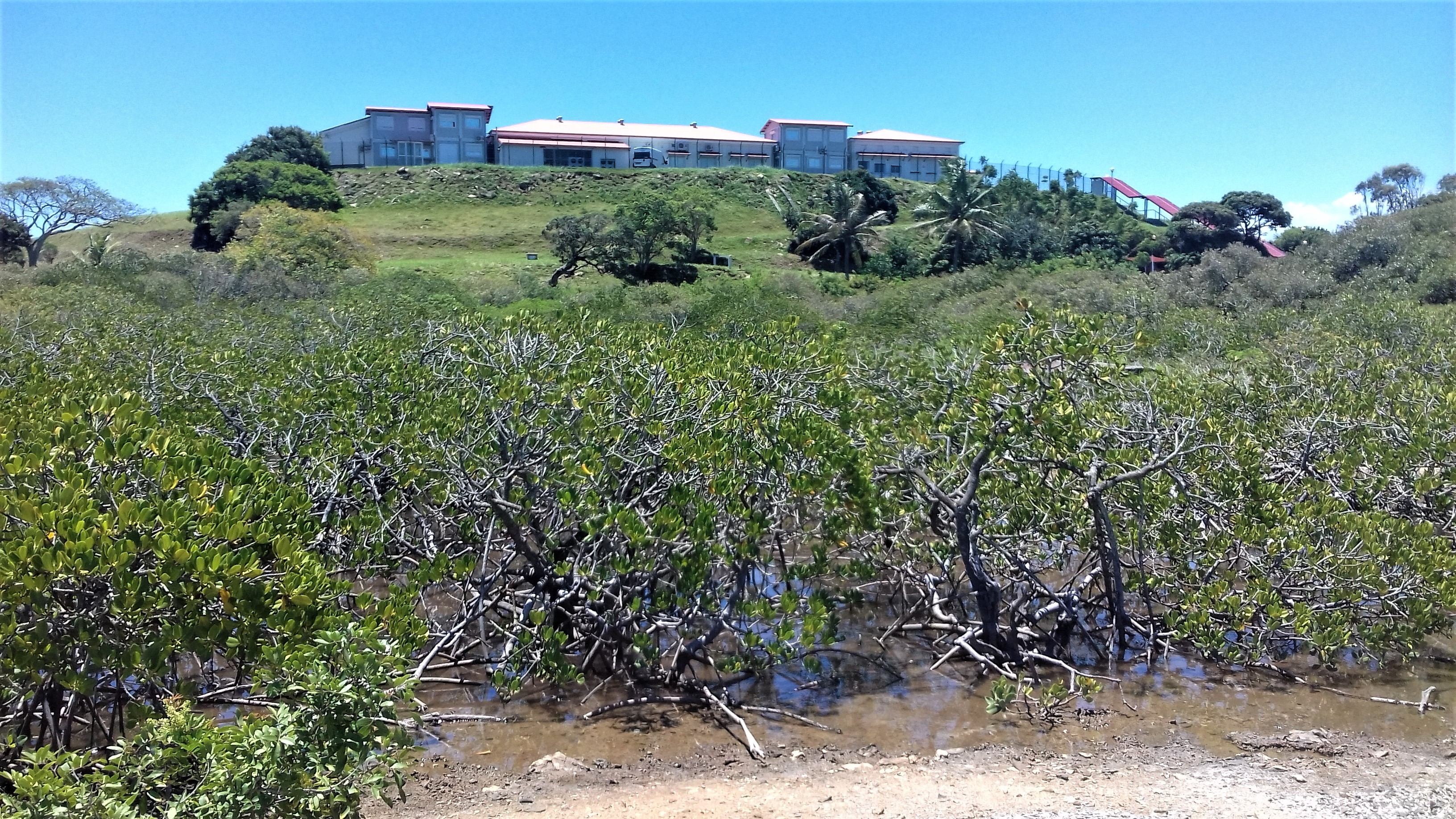
Le site de la DTSI à Ouémo, environné de mangroves.

- une antenne décentralisée à Koné.

#### Direction des Technologies et des Services de l'Information (DTSI)
Elle s'occupe du développement, de la gestion et du contrôle des réseaux de télécommunication et des nouvelles technologies de l'information. Avant d'être une direction, elle était le Service des Méthodes Administratives et de l'Informatique (SMAI). Elle est située au 127 rue Arnold Daly, à Ouemo. Dirigée par Jean-Philippe Guilloux, directeur par interim depuis le 1er janvier 2017, elle comprend :
- le chargé de mission pour la sécurité des systèmes d’information auprès du gouvernement (RSSI),
- le chargé de mission à la coordination technique (actuellement directeur par interim),
- une cellule planification et méthodes (CPM),
- le Pôle technique : 
  - le Service des études : il garantit le bon fonctionnement des systèmes d’information du gouvernement, la prise en compte de la disponibilité, l’intégrité et la confidentialité des données.
  - le Service des infrastructures : il garantit le bon fonctionnement de l’infrastructure des réseaux fédérateurs de la Nouvelle-Calédonie, des systèmes d’information gérés, de la disponibilité, l’intégrité et la confidentialité des données.
  - le Service de la géomatique et de la télédétection : il est chargé de mettre en place le SIG (Système d'Information Géographique) du gouvernement, de coordonner la production de données liées à l’infrastructure spatiale, de constituer un pôle de compétence et d’expertise dans le domaine et de proposer des actions d’information et de formation.
- le Pôle ressources : 
  - le Service administratif et financier : il est chargé de la gestion administrative et de la comptabilité de la direction,
  - le Service Clients et moyens : il est chargé de la communication, du centre de services et des aspects logistiques et d'assistance technique.

#### Rattaché au secrétaire général du gouvernement
- le Service de l'aménagement et de la planification (SAP) : il est chargé, en coordination avec les services compétents de l'État ou des autres collectivités locales, de l'élaboration du Schéma d'aménagement et de développement de la Nouvelle-Calédonie dit « NC 2025 » ou SAD-NC, du soutien à l'élaboration des schémas stratégiques et de la coordination des contrats de développement. Créé en 2006, il siège au 25, avenue Foch, à la limite des quartiers de l'Artillerie, de Port-Moselle et de l'Artillerie, et est dirigé par Frédéric Guillard, aidé d'une assistante, de quatre coordinateurs et d'un chef de projet Transport.
- le Service de la coordination administrative et des institutions (SCAI) : il organise et gère la circulation du courrier et la coordination de l'action des différentes administrations de la collectivité, prépare les dossiers pour les réunions du gouvernement et assure la liaison avec les autres institutions. Il siège au 18, avenue Paul Doumer, dans l'immeuble dit Jacques-Iekawé qui fait face au vice-rectorat et au Haut-commissariat, au centre-ville de Nouméa, qu'elle partage avec la DAJ et la DRHFP-NC. Son chef de service est Catherine Galinié, et il comprend trois bureaux :
  - le bureau des institutions (BI),
  - le bureau des étrangers et des établissements publics (BEEP),
  - le bureau du secrétariat et du courrier (BSC).
- la Cellule économie numérique de la Nouvelle-Calédonie (éconum) : placée sous l'autorité du secrétaire général adjoint chargé des moyens, de l'économie et des finances et créée en 2011, elle coordonne la mise en place de la politique en matière d'économie numérique. Elle siège au 1, rue de la République, dans l'immeuble dit « Orégon », en face du quai Jules-Ferry au nord-ouest du centre-ville de Nouméa, et est dirigée par Georges Wapaé. Outre son responsable et son assistant, il comprend deux chefs de projets (e-inclusion et web) et trois chargés de mission (économie numérique, administration électronique et budget et communication).
- la Cellule Médiation logement : confiée à Muriel Malfar (par ailleurs conseillères municipale d'opposition sans étiquette à Dumbéa, et militante associative de défense de locataires de logements sociaux), elle a pour mission principale d’accompagner les réformes de la politique générale de l’habitat et de l’urbanisme en servant de médiatrice entre les locataires, les propriétaires, les organismes de logements sociaux, les acteurs du BTP et les institutions.

#### Rattaché directement auprès du président du gouvernement
- le Service de la coopération régionale et des relations extérieures (SCRRE) : fondé en 2001 et rattaché directement auprès du président du gouvernement de la Nouvelle-Calédonie en 2011, il coordonne l'ensemble des actions administratives relevant de la compétence de la Nouvelle-Calédonie en matière de diplomatie et de coopération régionale, dans le cadre des responsabilités partagées avec l'État en la matière prévues par l'accord de Nouméa et la loi organique de 1999. Il assure la représentation de la Nouvelle-Calédonie lors des manifestations internationales ou régionales, et organise de ce fait les déplacements officiels des membres du gouvernement qui ont lieu dans ce cadre. Il siège au 12, route de l'Anse Vata, entre les quartiers du Trianon, du Faubourg-Blanchot et du Quartier-Latin à Nouméa, et est dirigé par François Behue depuis 2020. Il est organisé en quatre pôles :
  - le Pôle de coopération multilatérale dirigé par Anne-Claire Goarant, qui coordonne l'action de la Nouvelle-Calédonie au sein des organisations internationales et régionales dont elle est membre (Communauté du Pacifique, Forum des îles du Pacifique, Programme régional océanien de l’environnement, etc.).
  - le Pôle de coopération bilatérale dirigé par Marie-Paule Caruso, qui conduit et suit les actions de coopération engagées avec les États et territoires du Pacifique.
  - le Pôle des affaires européennes dirigé par Peggy Roudaut (par ailleurs adjointe du responsable du service), qui conduit et suit la relation d'association de l'archipel à l'Union européenne dans le cadre de son statut de Pays et territoire d'outre-mer (PTOM), à savoir les enveloppes dédiées à la Nouvelle-Calédonie du Fonds européen de développement (FED) ainsi qu'aux travaux de l'Association des pays et territoires d'outre-mer européens (OCTA).
  - le Pôle de coopération économique et de commerce extérieur dirigé par Sandrine Bellier, qui suit et peut mettre en œuvre de manière opérationnelle des dossiers économiques ou commerciaux, en lien avec les institutions, les organisations professionnelles et les opérateurs du secteur privé pour lesquels elle assure une veille de la tenue de tout événement économique ou commercial dans la région. Il suit également les accords de libre-échange et de partenariats économiques dans le Pacifique.
  - la cellule export dirigé par Vincent Mélani, qui met en œuvre les actions de diplomatie économique, assure la coordination entre les politiques publiques touchant à l’export et fait le lien entre les différentes institutions, assure également la promotion de la politique export et de la destination économique Nouvelle-Calédonie pour les partenariats/investissements.
  - sont enfin rattachés à ce service les délégués pour la Nouvelle-Calédonie qui doivent être placés dans les ambassades de France en Océanie (le premier, Yves Lafoy, ayant été nommé en novembre 2012 en Nouvelle-Zélande, il est rejoints par quatre autres délégués  nommés et certifiés le 14 juin 2019 : Rose Wete aux Fidji, Gaston Wadrawane au Vanuatu, Cécilia Madeleine en Nouvelle-Zélande à la place d'Yves Lafoy, pour sa part affecté désormais en Australie, et Alexandre Lafargue en Papouasie-Nouvelle-Calédonie[8]).

### Services mixtes État-Nouvelle-Calédonie
Six services sont chargés de compétences dépendant à la fois de l'État et de la Nouvelle-Calédonie. Ce sont :
- la Direction de l'aviation civile (DAC),
- la Direction de l'Agriculture, de la Forêt et de l'Environnement (DAFE),
- la Direction des Affaires maritimes (DAM), anciennement Service des affaires maritimes, Service de la marine marchande et des pêches maritimes (AffMar),
- la Direction régionale des Douanes (DRDNC),
- le Service de la météorologie (METEO),
- le Vice-rectorat (VR).

## Historique des gouvernements
Les dates de fin de gouvernement données ici sont celles auxquelles les exécutifs ont donné leur démission. En vérité, chaque gouvernement reste officiellement en fonction jusqu'à l'élection de son successeur, chargé entretemps de la gestion des seules affaires courantes. Lorsqu'une seule date est donnée, cela signifie que le gouvernement en question a démissionné le jour même de son élection. Sont indiqués entre parenthèses les démissions (du président ou en bloc des membres d'une liste) qui, le cas échéant, ont entraîné la chute du gouvernement. Sinon, la raison de la fin de l'exécutif en place est la tenue d'une élection provinciale.
- 28 mai 1999 - 19 mars 2001 - 1er gouvernement : 
  - Président : Jean Lèques (RPCR, démissionnaire) ;
  - Vice-président : Léopold Jorédié (FCCI) ;
  - 11 membres : 7 RPCR-FCCI (6 RPCR, 1 FCCI), 4 FLNKS (2 UC, 1 Palika, 1 RDO).
- 3 avril 2001 - 13 novembre 2002 - 2e gouvernement :
  - Président : Pierre Frogier (RPCR) ;
  - Vice-présidente : Déwé Gorodey (1re fois, FLNKS-UNI-Palika)
  - 11 membres : 7 puis 8 RPCR-FCCI (6 RPCR dont 1 démissionnaire remplacée, 1 puis 2 FCCI dont 1 destitué remplacé par 1 RPCR), 3 puis 2 FLNKS-UNI (1 Palika, 1 UC démissionnaire remplacé par 1 RDO, 1 RDO à l'élection annulée), 1 UC. 
Remaniement du 9 août 2002 : 11 membres : 8 RPCR-FCCI (7 RPCR, 1 FCCI), 2 FLNKS-UNI (1 Palika, 1 RDO), 1 UC (démissionnaire).
- 28 novembre 2002 - 9 mai 2004 - 3e gouvernement : 
  - Président : Pierre Frogier (RPCR-Rassemblement-UMP) ;
  - Vice-présidente : Déwé Gorodey (1re fois, FLNKS-UNI-Palika) ;
  - 10 membres : 7 RPCR-FCCI (6 RPCR, 1 FCCI), 2 FLNKS-UNI (1 Palika, 1 UC dissident), 1 UC.
- 10 juin 2004 - 4e gouvernement :
  - Présidente : Marie-Noëlle Thémereau (Avenir ensemble) ;
  - Vice-présidente : Déwé Gorodey (1re fois, FLNKS-UNI-Palika)
  - 11 membres : 5 Avenir ensemble, 3 Rassemblement-UMP (démissionnaires), 2 FLNKS-UNI-Palika, 1 UC.
- 24 juin 2004 - 23 juillet 2007 - 5e gouvernement :
  - Présidente : Marie-Noëlle Thémereau (Avenir ensemble, démissionnaire) ;
  - Vice-présidente : Déwé Gorodey (1re fois, FLNKS-UNI-Palika) ;
  - 11 membres : 4 Avenir ensemble, 4 Rassemblement-UMP, 2 FLNKS-UNI-Palika, 1 UC.
- 6 août 2007 - 6e gouvernement :
  - Président : Harold Martin (1re fois, L'Avenir ensemble) ;
  - Vice-présidente : Annie Beustes (Rassemblement-UMP) ;
  - 11 membres : 8 Avenir ensemble-Rassemblement-UMP (4 Avenir ensemble, 4 Rassemblement-UMP), 3 FLNKS (2 UNI-Palika, 1 UC, démissionnaires).
- 21 août 2007 - 10 mai 2009 - 7e gouvernement :
  - Président : Harold Martin (1re fois, L'Avenir ensemble) ;
  - Vice-présidente : Déwé Gorodey (2e fois, FLNKS-UNI-Palika) ;
  - 11 membres : 7 Avenir ensemble-Rassemblement-UMP (4 Avenir ensemble, 3 Rassemblement-UMP), 4 FLNKS (2 UNI-Palika, 2 UC).
- 5 juin 2009 - 17 février 2011 - 8e gouvernement :
  - Président : Philippe Gomès (Calédonie ensemble) ;
  - Vice-président : Pierre Ngaiohni (FLNKS-UC)
  - 11 membres : 7 « Rassemblement républicain » (3 Calédonie ensemble, 3 Rassemblement-UMP, 1 LMD), 3 FLNKS-UC (démissionnaires), 1 UNI-Palika.
- 3 mars 2011 - 9e gouvernement :
  - Président : Harold Martin (2e fois, L'Avenir ensemble) ;
  - Vice-président : Gilbert Tyuienon (1re fois, FLNKS-UC)
  - 11 membres : 4 Rassemblement-UMP - Avenir ensemble-LMD (2 Avenir ensemble, 2 Rassemblement-UMP), 4 FLNKS tendance UC (2 UC, 1 Parti travailliste, 1 RDO), 2 Calédonie ensemble (1 démissionnaire), 1 UNI-Palika.
- 17 mars 2011 - 10e gouvernement :
  - Président : Harold Martin (2e fois suite, L'Avenir ensemble) ;
  - Vice-président : Gilbert Tyuienon (1re fois, FLNKS-UC)
  - 11 membres : 4 FLNKS tendance UC (2 UC, 1 Parti travailliste, 1 RDO), 3 Rassemblement-UMP - Avenir ensemble-LMD (2 Rassemblement-UMP, 1 Avenir ensemble), 3 Calédonie ensemble (1 démissionnaire), 1 UNI-Palika.
- 1er avril 2011 - 11e gouvernement :
  - Président : Harold Martin (2e fois suite, L'Avenir ensemble) ;
  - Vice-président : Gilbert Tyuienon (1re fois, FLNKS-UC)
  - 11 membres : 4 Rassemblement-UMP - Avenir ensemble-LMD (2 Avenir ensemble, 2 Rassemblement-UMP), 3 FLNKS tendance UC (2 UC, 1 Parti travailliste), 3 Calédonie ensemble (1 démissionnaire), 1 UNI-Palika.
- 10 juin 2011 - 11 mai 2014 - 12e gouvernement :
  - Président : Harold Martin (2e fois suite, L'Avenir ensemble) ;
  - Vice-président : Gilbert Tyuienon (1re fois, FLNKS-UC)
  - 11 membres : 4 Rassemblement-UMP - Avenir ensemble-LMD (2 Avenir ensemble, 2 Rassemblement-UMP), 3 FLNKS tendance UC (2 UC, 1 Parti travailliste), 3 Calédonie ensemble (1 démissionnaire remplacé), 1 UNI-Palika.
- 5 juin 2014 - 16 décembre 2014 - 13e gouvernement :
  - Présidente : Cynthia Ligeard (FPU-Rassemblement) ;
  - Vice-président : Vacant
  - 11 membres : 3 FLNKS-UC - 3 Calédonie ensemble (démissionnaires) - 2 FPU-Rassemblement - 2 UNI-Palika - 1 UCF-MPC
- 1er avril 2015 - 19 août 2017 (élu le 31 décembre 2014) - 14e gouvernement :
  - Président : Philippe Germain (Calédonie ensemble) ;
  - Vice-président : Jean-Louis d'Anglebermes (FLNKS-UC) ;
  - 11 membres : 3 Calédonie ensemble (2 démissionnaires remplacés, 1 démissionnaire pour cumul de mandat) - 3 FLNKS-UC - 2 UNI-Palika - 2 FPU puis Les Républicains-Rassemblement - 1 UCF-MPC (démissionnaire remplacée)
- 1er décembre 2017 - 12 mai 2019 (élu le 31 août 2017) - 15e gouvernement :
  - Président : Philippe Germain (Intergroupe-Calédonie ensemble) ;
  - Vice-président : Jean-Louis d'Anglebermes (FLNKS-UC) ;
  - 11 membres : 5 Intergroupe Calédonie ensemble-Rassemblement-MPC (3 Calédonie ensemble, 2 Rassemblement-Les Républicains) - 3 FLNKS-UC - 2 UNI-Palika - 1 Républicains calédoniens
- 6 juillet 2019 - 2 février 2021 (élu le 13 juin 2019) - 16e gouvernement :
  - Président : Thierry Santa (L'Avenir en confiance-Rassemblement-LR) ;
  - Vice-président : Gilbert Tyuienon (2e fois, FLNKS-UC) ;
  - 11 membres : 5 L'Avenir en confiance-L'Éveil océanien (4 L'Avenir en confiance dont 2 Rassemblement-LR, 1 Les Républicains calédoniens-LREM et 1 MPC-LR, 1 L'Éveil océanien) - 3 FLNKS-UC (démissionnaires) - 2 UNI-Palika - 1 Calédonie ensemble
- 16 juillet 2021 - 24 décembre 2024 (élu le 17 février 2021) - 17e gouvernement :
  - Président : Louis Mapou (UNI-Palika) ;
  - Vice-présidente : Isabelle Champmoreau (L'Avenir en confiance-MPC-LR) ;
  - 11 membres : 4 L'Avenir en confiance (2 Rassemblement-LR, 1 Les Républicains calédoniens-LREM et 1 MPC-LR) - 3 Intergroupe FLNKS-UC et Nationalistes avec L'Éveil océanien (2 FLNKS-UC, 1 L'Éveil océanien puis 1 FLNKS-RDO) - 3 UNI-Palika - 1 Calédonie ensemble
- à partir du 16 janvier 2025 (élu le 7 janvier 2025) - 18e gouvernement :
  - Président : Alcide Ponga (Le Rassemblement-LR) ;
  - Vice-président : En attente d'élection ;
  - 11 membres : 4 Le Rassemblement-Les Loyalistes (2 Rassemblement-LR, 1 Les Républicains calédoniens-Renaissance et 1 MPC) - 3 FLNKS-UC et Nationalistes (3 FLNKS-UC) - 2 UNI-Palika - 2 Calédonie ensemble-L'Éveil océanien (1 Calédonie ensemble, 1 L'Éveil océanien)